# Цинь Ган
Цинь Ган (кит. упр. 秦刚, пиньинь Qín Gāng; 19 марта 1966, Тяньцзинь, Хэбэй, Китай — предположительно июль 2023, Пекин, Китай) — китайский дипломат, Министр иностранных дел Китая с 30 декабря 2022 по 25 июля 2023 года. Посол КНР в США (2021—2022), заместитель министра иностранных дел КНР (2018—2021). Член ЦК КПК 20-го созыва.

## Биография
Родился 19 марта 1966 года в Тяньцзине, провинция Хэбэй. В 1988 году получил степень бакалавра права в международной политике в Университете международных отношений.
После окончания университета принят на работу в Пекинское бюро обслуживания дипломатических миссий, в 1992 году переведён в Министерство иностранных дел КНР, где работал атташе и третьим секретарём департамента по делам Западной Европы.
В 1995—2005 годах — секретарь, советник посольства КНР в Великобритании.
С 2005 по 2010 год — заместитель директора департамента информации и печати МИД КНР, официальный представитель Министерства иностранных дел КНР.
С сентября 2010 года — Посланник Китайской Народной Республики в Великобритании. В декабре 2011 года возвращён в Пекин на должность директора департамента информации и печати МИД КНР. В 2014—2017 годах — директор протокольного департамента МИД КНР. В 2017—2018 годах — советник министра, с сентября 2018 года заместитель министра иностранных дел КНР.
В июле 2021 года назначен Чрезвычайным и Полномочным послом КНР в Соединённых Штатах Америки.

### Министр иностранных дел
30 декабря 2022 года утверждён в должности министра иностранных дел КНР. Он освободил пост посла Китая в США 5 января 2023 года. Цинь был назначен государственным советником на первой сессии 14-го Всекитайского собрания народных представителей по представлению вновь назначенного премьер-министра Ли Цяна 12 марта 2023 года.

#### Исчезновение и отставка
11 июля 2023 года официальный представитель Министерства иностранных дел Китая Ван Вэньбинь объявил, что Цинь не будет присутствовать на встречах министров иностранных дел АСЕАН, которые состоятся в Джакарте, Индонезия, 13 и 14 июля по состоянию здоровья. Вместо этого на встречах его представлял бывший министр иностранных дел Ван И, который занял должность директора аппарата Центральной комиссии по иностранным делам КПК. Цинь не появлялся на публике с 25 июня 2023 года, когда вёл переговоры с заместителем министра иностранных дел России Андреем Руденко и коллегами из Вьетнама и Шри-Ланки и не встречался с высокопоставленными лицами, включая министра финансов США Джанет Йеллен и бывшего государственного секретаря США Генри Киссинджера в июле. Его недоступность стала одной из причин отмены июльского визита Верховного представителя ЕС по иностранным делам и политике безопасности Жозепа Борреля в Китай. Слухи вокруг исчезновения Цинь были сосредоточены на предполагаемом романе с гонконгским репортёром Фу Сяотянь, которая, похоже, также исчезла примерно в то же время.
25 июля 2023 года был освобождён от занимаемой должности указом Си Цзиньпина, после того как Постоянный комитет Всекитайского собрания народных представителей 14-го созыва принял список назначений и отстранений. Предшественник Циня Ван И был повторно назначен на этот пост. Министерство иностранных дел Китая и официальные информационные агентства, в том числе информационное агентство Синьхуа, не объяснили увольнение Циня. Все упоминания о Цине во время его пребывания на посту министра иностранных дел были удалены с сайта Министерства иностранных дел, хотя на следующий день они были восстановлены. Срок полномочий Цинь Гана составил 207 дней, что стало самым коротким сроком пребывания на данном посту.
24 октября Цинь Ган вместе с министром обороны КНР Ли Шанфу был снят с должности Государственного советника КНР.

### Личная жизнь и сообщение о смерти
Согласно статье The Wall Street Journal от 19 сентября 2023 года, Цинь вступил во внебрачные отношения, будучи послом. Журнал процитировал два неназванных источника, которые заявили, что эти отношения привели к рождению ребёнка в Соединённых Штатах. По данным журнала, Цинь Ган сотрудничал с расследованием КПК, в ходе которого выяснялось, поставили ли внебрачные отношения или поведение Циня под угрозу национальную безопасность Китая.
Согласно статье Financial Times от 26 сентября, Цинь состоял в отношениях с Фу Сяотянь со ссылкой на неназванные источники. Согласно статье, Цинь и Фу встретились в Лондоне в 2010 году, когда оба были в Великобритании, и почти десять лет спустя у них сложились более тесные отношения в Пекине. Также упоминалось, что Фу родила ребёнка от суррогатной матери в США. В заметке упоминалось, что Цинь начал ограничивать контакты с Фу после его назначения министром иностранных дел, что побудило Фу намекнуть об их отношениях в социальных сетях. 
Ссылаясь на двух неназванных лиц, Politico Europe написала, что Цинь, возможно, покончил жизнь самоубийством или умер от пыток в июле. По данным издания, замминистра МИД России Руденко прилетел 25 июня 2023 года в Пекин, чтобы рассказать Си Цзиньпину о предательстве главы МИД Китая Цинь Гана, после чего того сняли с поста, а к декабрю он был уже мёртв. Китайские власти информацию СМИ о смерти или местонахождении Цинь Гана официально не комментировали.

## Семья
Женат, имел сына.